# Otto Köth
Otto Köth (* 25. September 1904 in Crumstadt; † 19. Januar 1981) war ein hessischer Politiker (CDU) und ehemaliger Abgeordneter des Hessischen Landtags.
Otto Köth war Lehrer und vom 1. Dezember 1946 bis zum 30. November 1950 Mitglied des ersten Hessischen Landtags. Er wurde dabei im Wahlkreis IV gewählt, der die Stadt und den Landkreis Gießen sowie die Landkreise Alsfeld und Lauterbach umfasste.